# ان ناشش
ان ناشش یک منطقهٔ مسکونی در یمن است که در استان ابین واقع شده‌است.